# Silt'e (langue)
Siltʼe (ስልጥኘ [siltʼiɲɲə] ou የስልጤ አፍ [jəsiltʼe af]) est une langue sémitique parlée dans le sud de l'Éthiopie. Membre de la Famille afroasiatique, ses locuteurs sont les Siltʼes, qui habitent principalement la Zone Siltʼe dans la Région des nations, nationalités et peuples du Sud. Les locuteurs du dialecte wolane habitent principalement le district de Kokir Gedebano de la Zone de Gurage, ainsi que le district voisin de Seden Sodo de la Région d'Oromia. Certains se sont également installés dans des zones urbaines d'autres régions du pays, notamment à Addis-Abeba.

## Locuteurs et dialectes
Les dialectes de la langue Siltʼe comprennent : Azernet-Berbere, Silti, Wuriro, Ulbareg et Wolane.[citation nécessaire] Il y a environ 940 000 locuteurs natifs du siltʼe (recensement de 2007) ; 125 000 locuteurs du wolane.

## Phonologie

### Consonnes
Siltʼe a un ensemble de consonnes assez typique pour une langue Sémitique éthiopienne. Il y a les consonnes éjectives habituelles, à côté des consonnes sourdes et sonores simples et toutes les consonnes, à l'exception de /h/ et /ʔ/, peuvent être géminé, c'est-à-dire allongé.
Les graphiques ci-dessous montrent les phonèmes de Siltʼe. Pour la représentation des consonnes Siltʼe, cet article utilise une modification d'un système commun (mais pas universel) parmi les linguistes travaillant sur les langues sémitiques éthiopiennes, mais qui diffère quelque peu des conventions de l'Alphabet phonétique international. Lorsque le symbole IPA est différent, il est indiqué entre parenthèses dans les tableaux.

### Voyelles
Les voyelles Siltʼe diffèrent considérablement de l'ensemble typique de sept voyelles dans des langues telles que Amharic, Tigrinya et Geʽez. Siltʼe possède l'ensemble de cinq voyelles courtes et cinq longues qui sont typiques des langues couchitiques orientales voisines, qui peuvent être à l'origine du système Siltʼe. Il existe une variation allophonique considérable au sein des voyelles courtes, en particulier pour « a » ; l'allophone le plus fréquent de /a/, [ə], est indiqué dans le graphique. Toutes les voyelles courtes peuvent être devoiced précédant une pause.
|        | Devant | Central | Dos    |
| ------ | ------ | ------- | ------ |
| Haut   | i, ii  |         | u, uuu |
| Milieu | e, ee  | [ə]     | o,oo   |
| Faible |        | aa      |        |

## Orthographe
Depuis au moins les années 1980, Siltʼe est écrit dans l'écriture Geʽez, développée à l'origine pour la langue Geʽez, aujourd'hui disparue, et la plus connue aujourd'hui dans son utilisation pour l'Amharique et la Tigrinya .
Ce système orthographique fait des distinctions entre seulement sept voyelles. Certaines des distinctions courtes et longues en Siltʼe ne sont donc pas marquées. En pratique, cela n'interfère probablement pas avec la compréhension car il existe relativement peu de paires minimales basées sur la longueur des voyelles.
En Siltʼe écrit, les sept voyelles Geʽez sont mappées sur les dix voyelles Siltʼe comme suit :
- ä → a : አለፈ alafa 'il a réussi'
- u → u, uu : ሙት mut 'mort', muut 'chose'
- je →
  - « ii » : ኢን « iin » « œil »
  - mot final « i » : መሪ « mari » « ami »
  - i terminant un nom tige : መሪከ marika 'son ami'
  - suffixe du verbe parfait impersonnel i : ባሊ baali « les gens disaient » ; በባሊም babaalim 'même si les gens disaient'
- a → aa : ጋራሽ gaaraaš 'votre (f.) maison'
- e → e, ee : ኤፌ eeffe 'il a couvert'
- ' →
  - i (sauf comme ci-dessus) : እንግር ingir 'pied'
  - consonne non suivie d'une voyelle : አስሮሽት asroošt 'douze'
- o → o, oo : ቆጬ kʼočʼe 'tortue', kʼoočʼe 'il a coupé'

## Vitalité linguistique
Meshesha Make Jobo rapporte que l'utilisation de la langue siltʼe est remplacée par l'utilisation de l'amharique par certains locuteurs dans certains domaines. Il souligne d’importants facteurs politiques et sociaux, dont beaucoup proviennent du niveau national. Il souligne également des facteurs locaux plus petits, tels que le manque de genres créatifs.